# Calendrier lunaire thaïlandais

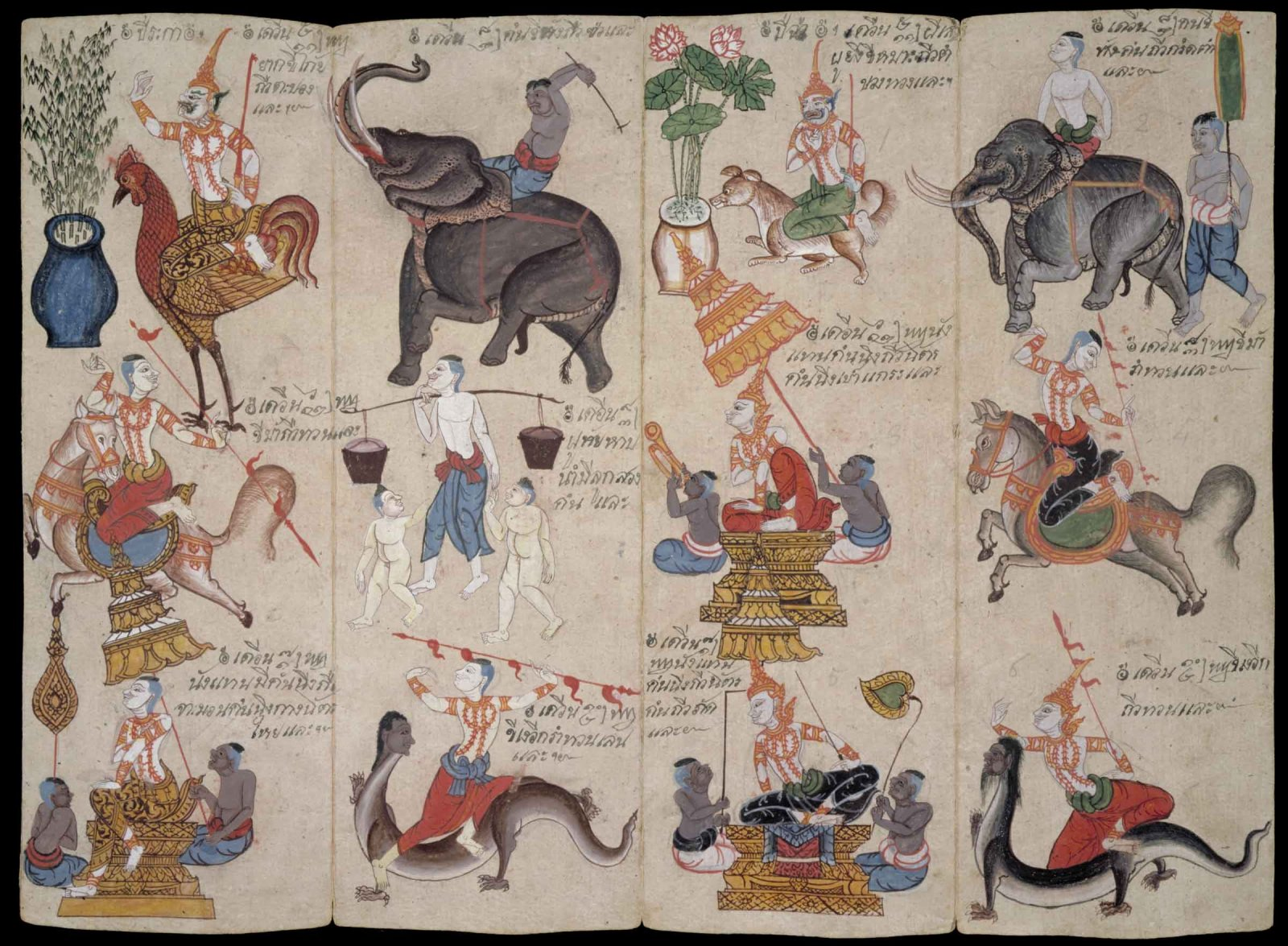
Manuel de divination (Phrommachat) avec les douze animaux du zodiaque thaïlandais et leurs attributs, avatars et plantes associés. Thaïlande, vers 1845. Bibliothèque Chester Beatty.

Le calendrier lunaire thaïlandais (thaï : ปฏิทินจันทรคติ, RTGS : patithin chabthrakhatti, littéralement, Jours spécifiques selon les normes lunaires), ou le calendrier taï, est un calendrier bouddhiste luni-solaire. Il est utilisé pour calculer les jours saints déterminés par la Lune. Ceci est basé sur le SuriyaYatra[pas clair], avec probablement l'influence de l'hindou traditionnel Surya Siddhanta, il a sa propre structure unique qui ne nécessite pas le calcul du Surya Siddhanta. Le calendrier luni-solaire est combiné en lunaire et en calendrier solaire pour un an nominal sur 12 mois. Un jour supplémentaire ou un mois supplémentaire de 30 jours est intercalés à intervalles irréguliers.

## Calendrier légal versus calendrier religieux
Le calendrier solaire thaïlandais (thaï : ปฏิทินสุริยคติ, RTGS : patithin suriyakhati), la version thaïlandaise du calendrier grégorien, a remplacé le patithin chanthrakhati en 1888 av. JC / 2431 ap. JC pour un but juridique et commercial. Dans les deux calendriers, les quatre phases lunaires principales détermine le sabbat bouddhiste (Uposatha), jours saints obligatoires pour les bouddhistes pratiquants. Les jours importants incluent également les jours de fête.
Notez que les calendriers lunaires thaïlandais et chinois ne correspondent pas directement. De même, que le thaï chinois ont également les sabbats et fêtes traditionnels chinois en périodes solaires, dont deux correspondent à une phase de la Lune. Ceux-ci se déplacent également par rapport au calendrier solaire, de sorte que le calendrier thaïlandais intègre généralement des événements thaïlandais et chinois basés sur le calendrier lunaire.
L'astrologie mondaine figure également en bonne place dans la culture thaïlandaise, par conséquent, le certificat de naissance thaïlandais moderne comprend la date lunaire et le nom d'un des cinq animaux du zodiaque thaïlandais qui est le thaï hora (thaï : โหราศาสตร์, RTGS : horasat). Le zodiaque thaïlandais est similaire au zodiaque chinois, bien que le Dragon est remplacé par le Naga (งูใหญ่), et dans le nord de la Thaïlande, le Porc est parfois remplacé par l'Éléphant.

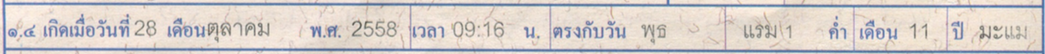
Certificat de naissance Thaïlandais en Zodiaque Solaire Lunaire.

## Années
Pour garder les années synchronisées avec les saisons, les années lunaires thaïlandaises peuvent ajouter un jour au 7e mois ou répéter le 8e mois. Ainsi, l'année peut avoir l'une des trois longueurs – 354, 355 ou 384 jours – tout en conservant la durée nominale de douze mois.
- Les années de 354 jours se composent de 12 "mois normaux", et une telle année est appelée "année du mois normal" (thaï : (ปี) ปกติมาส, RTGS : (pi) pakatimat).
- Les années de 355 jours ajoutent un jour supplémentaire au 7e mois normalement de 29 jours ; une telle année est appelée "année du jour supplémentaire" (thaï : (ปี) อธิกวาร, RTGS : (pi) athikawan).

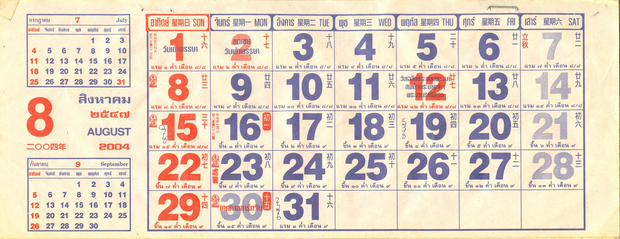
2004 AV / 2547 AP, Mois lunaire supplémentaire terminé le 15 août.

- Les années de 384 jours répètent le 8e mois de 30 jours, maintenant ainsi le nombre de mois à 12. Néanmoins, une année de 384 jours est appelée une "année de mois supplémentaire" (thaï : (ปี) อธิกมาส, RTGS : (pi) athikamat).

### Nouvel an
Le calendrier lunaire thaïlandais ne marque pas le début d'une nouvelle année car il commence à compter de 1 à 12, ce qui se produit le plus souvent en décembre.

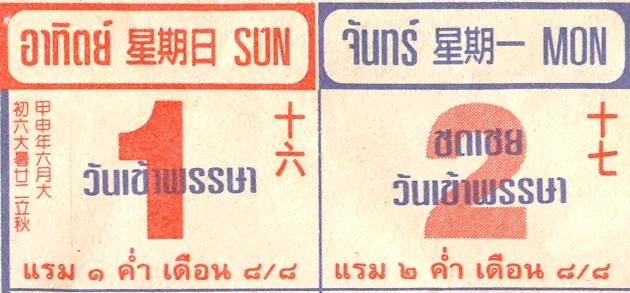
Les 1er et 2 août 2004. Dimanche, jour férié, à gauche, et lundi, observé comme jour de compensation, à droite.

Le calendrier solaire thaïlandais détermine l'âge légal d'une personne et les dates des vacances laïques, y compris le nouvel an civil et les trois jours du nouvel an thaïlandais traditionnel, qui commencent le prochain cycle animal de douze ans. Si les vacances tombent sur une semaine de travail, il accueille également ceux-ci ainsi que certains des principaux festivals lunaires avec un jour de congé compensatoire (thaï : วันชดเชย, RTGS : wan chotchoei).

### Cycle animal de douze ans
Le 13 avril du calendrier solaire marque le début du Nouvel An thaïlandais traditionnel (Songkran), il est le jour où une année prend le nom de l'animal suivant dans le cycle de douze ans; les communautés thaïlandaises chinoises peuvent observer le changement de nom plus tôt conformément au Nouvel An Chinois.
Les noms thaïlandais des mois ont été empruntés au Khmer, qui à leur tour ont été empruntés à une langue inconnue viétique.
| Année grégorienne | Jour de l'An chinois | Jour thaï à partir du 13 avril | Animaux    |
| ----------------- | -------------------- | ------------------------------ | ---------- |
| 1997              | 7 février            | Chalu (ฉลู)                     | 牛 Bœuf    |
| 1998              | 28 janvier           | Khan (ขาล)                     | 虎 Tigre   |
| 1999              | 16 février           | Tho (เถาะ)                     | 兔 Lapin   |
| 2000              | 5 février            | Marong (มะโรง)                 | 龍 Dragon  |
| 2001              | 24 janvier           | Maseng (มะเส็ง)                 | 蛇 Serpent |
| 2002              | 12 février           | Mamia (มะเมีย)                  | 馬 Cheval  |
| 2003              | 1er février          | Mamae (มะแม)                   | 羊 Chèvre  |
| 2004              | 22 janvier           | Wok (วอก)                      | 猴 Singe   |
| 2005              | 9 février            | Raka (ระกา)                    | 雞 Coq     |
| 2006              | 29 janvier           | Cho (จอ)                       | 狗 Chien   |
| 2007              | 18 février           | Kun (กุน)                       | 豬 Porc    |
| 2008              | 7 février            | Chuat (ชวด)                    | 鼠 Rat     |
| 2009              | 26 janvier           | Chalu (ฉลู)                     | 牛 Bœuf    |
| 2010              | 14 février           | Khan (ขาล)                     | 虎 Tigre   |
| 2011              | 3 février            | Tho (เถาะ)                     | 兔 Lapin   |
| 2012              | 23 janvier           | Marong (มะโรง)                 | 龍 Dragon  |
| 2013              | 10 février           | Maseng (มะเส็ง)                 | 蛇 Serpent |
| 2014              | 31 janvier           | Mamia (มะเมีย)                  | 馬 Cheval  |
| 2015              | 19 février           | Mamae (มะแม)                   | 羊 Chèvre  |
| 2016              | 8 février            | Wok (วอก)                      | 猴 Singe   |
| 2017              | 28 janvier           | Raka (ระกา)                    | 雞 Coq     |
| 2018              | 16 février           | Cho (จอ)                       | 狗 Chien   |
| 2019              | 5 février            | Kun (กุน)                       | 豬 Porc    |
| 2020              | 25 janvier           | Chuat (ชวด)                    | 鼠 Rat     |
| 2021              | 12 février           | Chalu (ฉลู)                     | 牛 Bœuf    |
| 2022              | 1er février          | Khan (ขาล)                     | 虎 Tigre   |
| 2023              | 22 janvier           | Tho (เถาะ)                     | 兔 Lapin   |

## Mois
Dans le calendrier thaïlandais moderne, les mois (thaï : เดือน, RTGS: duean, signifiant "mois" ou "Lunaison") sont définis par les cycles lunaires. Les mois suivants (ou mois lunaires) sont numérotés de 1 à 12 dans l'année thaïlandaise. Comme dans d'autres calendriers bouddhistes, ces mois ont des noms dérivés du sanskrit, mais ne sont largement connus que des astrologues thaïlandais.
Deux lunaisons successives prennent un peu plus de 59 jours. Le calendrier lunaire thaïlandais se rapproche de cet intervalle avec des paires de "mois normaux" (ปกติมาส, RTGS : pakatimat) qui durent alternativement 29 et 30 jours. Il y a 29 jours de "mois creux" (เดือนขาด, RTGS : duean khat), sont impairs (เดือนคี่, RTGS : duean khi), les "mois complets" de 30 jours (เดือนถ้วน, RTGS : duean thuan) sont pairs (เดือนคู่, RTGS : duean khu).
Ainsi le début du mois est synchronisé avec la nouvelle lune avec le temps, soit le septième mois normalement "creux" prend un jour supplémentaire, soit un huitième mois supplémentaire "complet" suit un huitième mois normal "complet".
Le premier et le deuxième mois et sont nommés dans les numéros alternatifs archaïque, le reste étant nommé en nombres modernes.

### 1erau6emois
Le premier mois, "duean ai" (เดือนอ้าย), recommence un nouveau cycle, généralement en décembre, mais ne signifie pas le début d'une nouvelle année. ai, un mot archaïque en thaï mais pas dans d'autres dialectes, il signifie d'abord. Un mois creux impair dure 29 jours.
Le deuxième mois, "duean yi", (เดือนยี่, de la signification archaïque ญี่ qui veut dire 2) est un mois entier pair.
Du troisième au sixième mois, "duean 3-6", utilise la lecture moderne des chiffres thaïlandais, comme tous les mois restants. Les mois de 3-6, alterne entre des mois creux de 29 jours et des mois complets de 30 jours.

### 7emois et athikawa
Le septième mois, "duean 7", un mois creux dure normalement 29 jours en années de 354 jours, mais il faut ajouter un jour supplémentaire (อธิกวาร, RTGS : athikawan) qui est requis pendant des années de 355 jours (ปีอธิกวาร, RTGS : pi athikawan).

### 8emois
Le huitième mois, qui se dit "duean 8", est un mois complet de 30 jours.

### 8/8emois "athikamat"
L'athikamat (อธิกมาส) est le mois supplémentaire nécessaire pour une durée de 384 jours de pi athikamat (mois supplémentaire d'une année ; ปีอธิกมาส). Le 8e mois se répète comme le mois เดือน ๘/๘ ou le mois 8/8, lu différemment comme "duean paet thab paet" (เดือนแปดทับแปด) ou "duean paet lang" (เดือนแปดหลัง).

### 9eau12emois
Du 9e au 12e mois, "duean 9-12", ils complètent le cycle lunaire.

### Divisions par mois
Les mois se divisent en deux périodes désignées selon qu'elles sont des pleines lunes ou nouvelles lunes :
- Pleine lune : khang khuen (ข้างขึ้น), la période allant de la nouvelle lune à la pleine lune, dure toujours 15 jours.
- Nouvelle lune : khang raem (ข้างแรม), la période allant de la pleine lune à la nouvelle lune, qui dure 14 jours en mois creux, sauf lorsque le 7e mois ajoute un jour supplémentaire et 15 jours en mois complets.

## Semaines
La semaine est appelé Sapda/Sappada (thaï : สัปดาห์). Le terme est défini par le Dictionnaire de l'Institut Royal (RID en anglais) comme une période de 7 jours commençant le dimanche et se terminant le samedi. Lorsqu'on se réfère aux lunaisons, cependant, il s'agit de l'intervalle de 7, 8 ou (rarement) 9 jours entre les quartiles des phases lunaires ; c'est-à-dire d'un วันพระ suivant.

## Jours
Tandis que le calendrier solaire des jours de la semaine ont des noms, les jours du calendrier lunaire sont numérotés séquentiellement de 1 à 14 ou 15 en deux segments selon que la Lune est croissante ou décroissante. Par exemple, " raem 15 kham duean 12, แรม ๑๕ ค่ำ เดือน ๑๒" signifie " Déclin de la 15e nuit du 12e mois lunaire".
Kham ค่ำ le soir, est considéré comme le soir de la journée commune qui commence et se termine à minuit, plutôt que d'une journée qui commence et se termine au crépuscule. Les pratiques antérieures étaient peut-être différentes.

## Jours lunaires nommés
- Wan Phra, วันพระ, jours saints bouddhistes
  - Wan Thamma Sawana, วันธรรมสวนะ, le sabbat bouddhiste tombe régulièrement :
    - Khuen 8, ขึ้น ๘, premier quartier de lune
    - Khuen 15, ขึ้น ๑๕, pleine lune ; aussi appelé wan phen, วันเพ็ญ, jour de pleine lune. Cependant, Wan Deuan Phen, วันเดือนเพ็ญ, le jour réel de la pleine lune et khuen 15 kham ne tombent pas toujours le même jour.
    - Raem 8, แรม ๘, troisième quartier de lune
    - Raem 14 (15), แรม ๑๔ (๑๕), le dernier jour du mois lunaire ; aussi appelé wan dap, วันดับ, jour où la lune est éteinte, [ou s'éteint].
- Wan wai phra chan, วันไหว้พระจันทร์, appelé "Jour de respect pour la Sainte Lune", est le jour réel où la lune devient pleine. Cela se produit le khuen 14 (15) kham duean 10, ขึ้น ๑๔ (๑๕) ค่ำ เดือน ๑๐, (Pleine lune 14 (15) au soir, du 10ème mois)

## Vacances régulées par la lune
Les sabbats bouddhistes, familièrement appelé วันพระ, sont les nouveaux jours du premier quartier de la lune, de la pleine lune et du troisième quartier. Ce ne sont normalement pas des jours de congé (วันหยุด), à l'exception des magasins des bouchers, des coiffeurs et des esthéticiens qui observent les Huit Préceptes. Les vacances annuelles et les festivals saisonniers sont collectivement appelés วันนักขัตฤกษ์.
Les festivals ou les foires sont appelés เทศกาล ; ceux-ci peuvent être encore stylisés comme ประเพณี "tradition" et comme en thaï : พิธี, "rite"ou "cérémonie". Le tableau montre les principalaux gouvernées par la lune en jaune.
Les congés de travail prescrits par le gouvernement sont appelés en thaï : วันหยุดราชการ ; ceux régulés par la lune en rouge.
Les week-ends sont généralement des jours fériés ; si le jour de compensation normal tombe un week-end, le lundi suivant est un jour de repos compensatoire, en thaï : วันชดเชย.
| Vacances-travail | et | fêtes | régulé par la lune : x = pleine lunelune ; n = nouvelle lune |

| Mois. | Jour    | Événement         | ไทย        | Commentaire |
| ----- | ------- | ----------------- | ---------- | --- |
| 3†    | 1x      | Nouvel An Chinois | ตรุษจีน      | La plupart des magasins appartenant à des Chinois-Thaïlandais ferment |
| 3     | 15 fois | Magha Puja        | วันมาฆบูชา   | Makha Bucha |
| 6     | 15 fois | Vesak             | วิสาขบูชา    | Wisakha Bucha |
| 8‡    | 15 fois | Asalha Puja       | อาสาฬหบูชา  | Asanha Bucha |
| 8‡    | 1n      | Wan Khao Phansa   | วันเข้าพรรษา | Commencement de la Retraite des Pluies, ou le " Carême Boudhiste" |
| 10    | 15n     | Thetsakan Sat     | เทศกาลสารท | Le Festival Végétarien (เทศกาลวันสารท) apparaît maintenant sur les calendriers comme la famille de takan che kao wan (เทศกาลกินเจเก้าวัน), (début) du Festival végétarien de neuf jours. Père Jae signifie (faire vœu) à la manière des bouddhistes vietnamiens ou chinois de suivre un régime végétarien strict. (เทศกาลกินเจ) |
| 11    | 15 fois | Wan Ok Phansa     | วันออกพรรษา | Fin de la Retraite des Pluies, ou du "Carême bouddhiste" |
| 11    | 1n      | Theot Kathin      | ทอดกฐิน     | Présentation des Robes de Moine après la Retraite des Pluies |
| 12    | 15 fois | Loi Krathong      | ลอยกระทง   | Notez que les dates de Loi Krathong sont basées sur le calendrier lunaire de Lanna (nord de la Thaïlande) qui est deux mois plus tard que le calendrier lunaire Thaïlandais. Loy Krathong est en fait le deuxième mois du calendrier Lanna qui est le 12ème mois du calendrier thaïlandais central.                        |

Remarques :
† Le Nouvel An chinois utilise différentes méthodes pour déterminer les mois intercalaires, de sorte que ce festival a parfois lieu un mois plus tôt ou plus tard.
‡ 8/8e mois en années avec le mois supplémentaire.

## Vocabulaire de l'année thaïlandaise
L'orthographe thaïlandaise épelle phonétiquement la plupart des mots natifs, bien qu'il n'y ait pas de système exact pour la transcription en lettres romaines. Ici, les mots natifs thaïlandais sont immédiatement suivis d'une entrée de vocabulaire dans cet exemple :
Phonétique Thaï (prononciation phonétique thaïlandaise, si différente) [Commentaire] définition ; définitions des variantes.
Exemple :
Thaï ไทย (ไท) [Archaïque] libre, franc ; personne thaïlandaise, langue, alphabet ; Thaïfication.
Les mots empruntés du Sanskrit suivent des règles différentes [la façon dont les règles grammaticales anglaises varient pour les mots d'origine grecque et latine ("ph -" en "phonétique" se prononçant /f/, par exemple.)] Énumérés ci-dessous par ordre d'apparition, ces éléments de vocabulaire suivent ce modèle :
Sanskrit สัสกฤต (สันสะกฺริด /san-sa-krit/)
Signifie littéralement "autodidacte " ou" fait main", ou "cultivé" dans un usage moderne (ce qui implique la langue des personnes cultivées) ; alphabet sanscrit, langue, écriture ; composé [présumé] de
- san สัน (- /son/) dérivé du mot "saṃ" signifiant "soi, ensemble, avec"
- skrit สกฤต (สะกฺริต / sa-krit/) dérivé du mot "(s)kar" signifiant "faire ou fabriquer".

Chanthrakhati จันทรคติ (จันทฺระคะติ)
"Normes lunaires", calendrier lunaire ; composé de
- Chanthra- จันทร- (จันทฺระ) : Chan จันทร์ (จัน) lune, lunaire +
- Kati คติ (คะติ) : manières, principes, normes

Patithin ปฏิทิน (ปะติทิน)
Calendrier ; composé de
- Pati- ปฏิ- (ปะติ-) : anti -, re -, pour, spécifique +
- - thin (-ทิน) : [du sanskrit dina] : jour.
- patithin signifie pour les jours, des jours spécifiques ou des jours fixes

Patitin Chanthakhati ปฏิทินจันทรคติ (ปะติทินจันทระคะติ)
"Jours spécifiques selon les normes lunaires", Calendrier lunaire
Suriyakhati สุริยคติ (สุริยะคะติ)
Normes solaires, calendrier solaire ; composé de
- Suriya สุริย ou สุริยะ : Athit อาทิตย์, le soleil, Sol +
- Khati คติ (คะติ) : manières, principes, normes

Prokkatimat ปรกติมาส (ปฺรกกะติมาด)
mois normal ; composé de
- Prokkati ปรกติ (ปฺรกกะติ) : pakati ปกติ (ปะกะติ) ordinaire, habituel, normal +
- Mat มาส (มาด) : duean (เดือน) mois.

Athikamat อธิกมาส (อะทิกะมาด)
mois ajouté en années lunaires bissextiles
Athikawan อธิกวาร (อะทิกะวาน)
jour ajouté en années lunaires bissextiles ; composé de
- Athika (Sanscrit : adhika) : supplémentaire +
- - wan วาร (Sanscrit : vāra) : wan วัน, jour.

Athikasurathin อธิกสุรทิน (อะทิกะสุระทิน)
jour ajouté en février dans une année bissextile solaire.